# Burg Reichenstein (Baden)
Burg Reichenstein in Neckargemünd war eine wohl Anfang des 13. Jahrhunderts errichtete Reichsburg. Gemeinsam mit weiteren Reichsburgen im unteren Neckarraum diente sie dem Schutz des Reichsterritoriums gegenüber dem Wittelsbacher Territorium um Heidelberg. Die Burg wird nur von 1292 bis 1355 urkundlich erwähnt. Sie war ab 1329 im Besitz der Kurfürsten von der Pfalz und hat danach wohl rasch an Bedeutung gegenüber der nahen Bergfeste Dilsberg eingebüßt. Die Burg verfiel spätestens ab dem 15. Jahrhundert zur Ruine und wurde fast vollends abgetragen. Der Burgstall erfuhr im 19. und 20. Jahrhundert zahlreiche Veränderungen, so dass nur noch sehr wenige der heute dort vorhandenen Mauerreste tatsächlich auch als Überreste der Burg anzusprechen sind.

## Lage
Die Ruine der Höhenburg Reichenstein befindet sich südlich oberhalb der Altstadt von Neckargemünd in einem kleinen, parkähnlichen Wäldchen in den Gewannen Sommerwiese und Mühlrain auf dem Berg Hollmuth östlich der Elsenz. Es handelt sich hierbei um eine ausgesprochen günstige strategische Lage (die heute aufgrund der nahen modernen Bebauung jedoch kaum noch zu erahnen ist), da von hier das Neckartal, das Elsenztal und das Wiesenbacher Tal mit der alten Fernstraße von Heidelberg nach Mosbach kontrolliert werden konnten. Auf der Neckartalbahn unterquert der Reichensteintunnel den Hollmuth.

## Anlage
Steinentnahmen der frühen Neuzeit, die nachfolgende langjährige landwirtschaftliche Nutzung des Areals und Bau- und Restaurierungsmaßnahmen des 19. und 20. Jahrhunderts, zuletzt die Terrassierung des Geländes in den 1930er Jahren sowie die Sprengung eines Teils des Burgplateaus zum Bau eines Wasserspeichers 1989, sorgten für eine nachhaltige Veränderung des Burggeländes. Viele Teile des heute sichtbaren Mauerwerks wurden erst im 19. Jahrhundert als Stützmauern für dort befindliche Gärten errichtet oder ohne wissenschaftliche Grundlage frei rekonstruiert. Lediglich im Süden der Anlage hat sich originales Mauerwerk erhalten, das als Schildmauer zum Bergrücken hin, analog weiteren Burgen des Neckartals, gedeutet wird. In jenem Mauerstück lassen sich drei verschiedene Schichten aus unterschiedlichen Epochen erkennen, wobei die oberste Schicht ebenfalls neuzeitlichen Datums ist.
Die wenigen erhaltenen Bauteile lassen nahezu keinen Schluss über das einstige Aussehen der Anlage zu. Aufgrund der topografischen Gegebenheiten am Hang des Hollmuths schließt man, dass es sich bei Burg Reichenstein um eine längliche, nahezu rechteckige Wehrburg gehandelt hat, die nach Süden durch einen Halsgraben und eine Schildmauer gegen den Bergrücken geschützt wurde. Der Zugang zur Burg erfolgte vermutlich durch ein Tor in der westlichen Längsmauer, wobei das heute dort befindliche Tor erst 1934 aus aufgefundenen Mauerstücken errichtet wurde. Von den Innenbauten der Burg ist nichts mehr erkennbar.

## Geschichte
Die Burg wurde vermutlich im frühen 13. Jahrhundert errichtet. Die ältere Literatur hält noch einen Vorgängerbau für möglich. Die jüngere Literatur geht hingegen davon aus, dass Burg Reichenstein nicht vor dem Aussterben der Grafen von Lauffen, die einen Sitz auf der nahen Bergfeste Dilsberg hatten, im Zeitraum 1216–1219 entstanden sein kann.
Zur Ausstattung der Burg Reichenstein gehörte wie auch bei der nahen Reichsburg Stolzeneck im Wesentlichen nur geringer Waldbesitz, so dass sie nicht als Sitz einer Grundherrschaft, sondern als Teil eines Sicherungssystems des Reichsgebietes gegenüber dem Wittelsbacher Territorium um Heidelberg anzusprechen ist. Dass die Burg Reichenstein bereits als Reichsburg erbaut wurde, gilt aufgrund ihres Namens für allgemein anerkannt.
Über die frühe Geschichte der Burg kann nur aufgrund von wenigen urkundlichen Zusammenhängen spekuliert werden. Als ursprüngliche Besitzer könnten die Herren von Mauer, genannt Nessel, in Betracht kommen. Zwar ist für diese urkundlich nicht belegt, in Neckargemünd auf einer Burg gesessen zu haben, doch verlor Diether Nessel zu Neckargemünd wegen begangener Verbrechen all seine Besitztümer, Reichs- und sonstige Lehen an König Rudolf I. Dieser vergab sie 1286 an Pfalzgraf Ludwig II., später waren die Nesselschen Güter in Neckargemünd als pfälzische Lehen im Besitz der Herren Landschad von Steinach. In der Chronik des Hans Ulrich I. Landschad von Steinach um 1605 wird eine Landschaden Burgkh bei Neckargemünd erwähnt, wobei es sich um die Reichenstein handeln könnte, in deren Nähe die Landschad auch einen grundherrlichen Hof besaßen. Bei der ersten urkundlichen Erwähnung der Burg Reichenstein 1292 versprach König Rudolfs Sohn, Albrecht I., für den Fall seiner Wahl zum Nachfolger Rudolfs die Rechte an der Burg Reichenstein Ludwig II. von der Pfalz, die dieser von alters her als Lehen des Reiches besessen habe. Ludwig II. konnte diese Rechte jedoch nicht erlangen, da im Mai 1292 statt Albrecht Adolf von Nassau als deutscher König gewählt wurde.
Adolf von Nassau verpfändete die Burg Reichenstein zusammen mit weiterem Besitz in Neckargemünd und Eberbach 1297 an Eberhard I. von Katzenelnbogen. Die Grafen von Katzenelnbogen trachteten nach einem geschlossenen Territorium zwischen Kraichgau, Odenwald und Mittelrhein, wofür Burg Reichenstein strategisch günstig lag. König Adolfs Nachfolger, der bereits 1292 kandidierende Albrecht, bestätigte jedoch den Katzenelnbogenern den Besitz bei Neckargemünd und Eberbach nicht. Stattdessen waren ab dem frühen 14. Jahrhundert die mit den Katzenelnbogenern verschwägerten Herren von Weinsberg im Besitz der Reichspfänder am unteren Neckar. Bei der Teilung des Weinsberger Besitzes nach dem Tode Konrads IV. von Weinsberg 1325 kamen Burg Reichenstein und Neckargemünd an Engelhard VI. von Weinsberg.
Kaiser Ludwig der Bayer erlaubte 1329 schließlich den Pfalzgrafen Rudolf II. und Ruprecht I., die Pfänder in Neckargemünd auszulösen. Die Pfalzgrafen wurden im Folgejahr 1330 noch mit zahlreichen weiteren Reichsgütern im unteren Neckarraum belehnt und konnten dort einen neuen territorialen Schwerpunkt ihrer Macht schaffen. Zwar verlegte man den Gerichtsplatz der Meckesheimer Zent 1346 noch auf einen Platz unterhalb der Burg Reichenstein, doch verlor die Burg rasch an Bedeutung gegenüber der nahen Bergfeste Dilsberg, die sich ab 1338 ebenfalls im Besitz der Kurpfalz befand und wo die kurpfälzische Kellerei ihren Sitz hatte. Die Burg Reichenstein taucht 1353 und letztmals 1355 noch urkundlich auf. Die Burg wurde danach wohl rasch aufgegeben und verfiel.
Der Keller auf dem Dilsberg verpachtete das Gartenland um die Burg Reichenstein an Neckargemünder Bürger. Im ältesten Dilsberger Zinsbuch von 1494 werden nur Erträge aus dem Gartenland genannt. Die Burg selbst war nicht vergeben, aufgrund von Knochenfunden scheint noch eine Nutzung von Teilen der Anlage zur Tierhaltung denkbar. Wie auch andernorts wurden Steine und sonstige Baumaterialien der Burg wohl im Lauf der Zeit abgetragen und zum Bau anderer Gebäude genutzt. In den Aufzeichnungen des Hans Ulrich I. Landschad von Steinach um 1605 wird ein Burckstall abwendig Neckergemünden, der Landschaden Burckh genandt erwähnt. Falls es sich um die Burg Reichenstein handelt, war zu jener Zeit dort also nur noch ein Burgstall vorhanden. Auf einem Stich von Merian aus der ersten Hälfte des 17. Jahrhunderts ist am rechten Bildrand oberhalb der Stadtbefestigung Neckargemünds noch ein kastenartiges Gebilde zu sehen, in dem manche Forscher die Ruine der Burg Reichenstein zu erkennen glauben. 1712 berichtete der Neckargemünder Stadtschultheiß Edmund Münster über alte, von etlich hundert Jahren verfallene Gemäuer auf einem Berg, so ein Schlosß gewesen und Reichenstein genennet worden. Der Platz sei mit Gras überwachsen. Johann Goswin Widder schrieb in seiner Beschreibung der Kurpfalz im späten 18. Jahrhundert von noch sichtbaren Trümmern. 1822 schrieb Albert Ludwig Grimm, die Trümmer des Reichenstein seien beinahe bis auf die letzte Spur verschwunden.
Der Hollmuth bildete bis ins 16. Jahrhundert eine eigene Gemarkung. Die Stadt Neckargemünd zeigte früh Interesse daran, den Berg mit Wald und Burgareal zu erwerben, konnte jedoch zunächst nur einen kleinen Teil in ihren Besitz bringen, während 1803 der Wald auf dem Bergrücken zur Gemeinde Bammental kam. Die Stadt Neckargemünd gelang es zwar im frühen 20. Jahrhundert, weitere kleine Teile des Hollmuths zu erwerben, der größte Teil mit dem Burgareal blieb im Besitz der Pflege Schönau und einiger Bürger und kam erst 1984 in städtischen Besitz.
Im 19. Jahrhundert war das Gelände der Ruine Reichenstein ein beliebter Aussichtspunkt, verwilderte dann jedoch bis ins frühe 20. Jahrhundert. Vor allem der ungepflegte Borchard’sche Garten an der Ruine wurde von Jugendlichen als Treffpunkt genutzt. Die Stadt reagierte darauf 1926, indem sie den Garten nicht mehr verpachtete und stattdessen dort unterhalb der Ruine den Burg-Reichenstein-Garten als öffentliche Grünfläche parkähnlich gestaltete. 1932 entstand dort noch eine Schutz- und Verkaufshütte nach Plänen des Architekten Ludwig Neuer. Nach Planungen des Architekten Hans Kayser wurde der Burg-Reichenstein-Garten 1934 auf Teile des Burgareals ausgeweitet, wobei dort die heute noch vorhandenen terrassierten Flächen entstanden. Bis 1937 schlossen sich verschiedene Grabungen und Restaurierungsmaßnahmen in der gesamten Ruine an, auch in damals noch als Garten in Privatbesitz befindlichen Teilen. Leider wurden weder Grabungsberichte verfasst noch die Restaurierungsmaßnahmen dokumentiert, so dass die Maßnahmen der 1930er Jahre bis heute mehr Fragen aufwerfen als Ergebnisse zu erbringen. Lediglich einige Funde von 1934, die an das Frühgeschichtliche Institut an der Universität Heidelberg gingen, konnten später wissenschaftlich ausgewertet und auf das 13. und 14. Jahrhundert datiert werden, während die auf dem Gelände aufgefundenen Mauerteile bei der Terrassierung der Anlage und auch noch später planlos neu vermauert wurden.
Nach dem Zweiten Weltkrieg verwilderte das Burg-Areal mit dem Burg-Reichenstein-Garten erneut. Erst 1967 wurde die Grünanlage instand gesetzt. Sie erfreute sich nachfolgend großer Beliebtheit als Festplatz, doch führten Beschädigungen und Ruhestörung ab 1975 zu einem sukzessiven Verbot aller Feierlichkeiten an jenem Ort. 1978 wurde die Anlage erneut instand gesetzt. Nachdem die Stadt Neckargemünd 1984 den Burgstall erworben hatte, schlossen sich weitere Ausbesserungsmaßnahmen am dortigen historischen und jüngeren Mauerwerk an. Die Stadt hegte auch Pläne zu weiteren Grabungen oder zur Errichtung eines Geschichtsgartens auf dem Burg-Areal, verwarf diese aber letztlich. Von 1987 bis 1989 wurde ein Teil des Bergplateaus mit der nordwestlichen Mauer der Burg zum Bau eines Wasserspeichers abgesprengt. Anlässlich der Bauarbeiten traten zahlreiche Funde zu Tage, die wie auch schon die in den 1930er Jahren ergrabenen Gegenstände ins 13. und 14. Jahrhundert datiert werden können. 1995 wurde der Arbeitskreis Reichenstein des Kulturvereins Neckargemünd gegründet, dessen Zielsetzung die denkmalpflegerische Betreuung und die Dokumentation der Burg ist.
Heute ist Burg Reichenstein als öffentliche Grünanlage frei zugänglich und wird zu sporadischen sommerlichen Konzertveranstaltungen genutzt.